# モリス・ハイツ駅
モリス・ハイツ駅（Morris Heights）は、ニューヨーク州ニューヨーク市ブロンクス区にあるメトロノース鉄道の駅。

## 概要
メトロノース鉄道ハドソン線の駅である。この駅からニューヨーク州にあるグランド・セントラル駅に行ける。オフピーク時は1地時間に1本、ピーク時は一時間に2本止まる。グランド・セントラル駅までは17分かかる。

## 利用可能な鉄道路線／列車
メトロノース鉄道：
■ハドソン線

## 駅構造
1面3線（島式）のホームを持つ地上駅である。ホームが4両分の長さしかなく、すべての電車がドアカットをしている。二番線の隣にホームの無い線がある。
| のりば | 路線         | 方向 | 行先                               | 備考 |
| ------ | ------------ | ---- | ---------------------------------- | ---- |
| 1      | ■ ハドソン線 | 下り | クロトン・ハーモン/ ポキプシー方面 |      |
| 2      | ■ハドソン線  | 上り | グランド・セントラル方面           |      |

## 隣の駅
メトロノース鉄道
■ハドソン線
ヤンキース E. 153ストリート - （ハイブリッジ） - モリス・ハイツ - ユニバーシティ・ハイツ